# Blindzien
Blindzien (in Engels: Blindsight) is een stoornis in de visuele waarneming waarbij men zich niet bewust is van een object dat in het gezichtsveld wordt aangeboden, maar wel in staat is dit object op onbewust niveau te identificeren. Men is als het ware: 'ziende blind'.

## Beschrijving
Het fenomeen is voor het eerst beschreven door de Engelse neuropsycholoog Lawrence Weiskrantz bij patiënten waarbij delen van de primaire visuele schors waren beschadigd. Als bij hen een voorwerp in het blinde deel van het gezichtsveld werd aangeboden (het deel dat projecteert naar het beschadigde schorsgebied: het linkerveld projecteert naar de rechterhersenhelft, en het rechterveld naar de linkerhersenhelft) bleken zij soms nog wel in staat om aan te geven waar het voorwerp zich bevond. Het beschadigde stukje in het gezichtsveld wordt een scotoom genoemd. Aan de patiënt werd bijvoorbeeld gevraagd na een toon de ogen te bewegen naar de plek (links of rechts) in het gezichtsveld waar het voorwerp werd aangeboden. Zij mochten daarbij ook 'gokken'. Zij bleken dit nu beter te doen dan in een controleconditie waarin na de toon helemaal geen stimuli (zogeheten 'blanks') werden aangeboden.

## Verklaring
Er zijn twee verklaringen van dit verschijnsel. De eerste verklaring is dat de patiënten gebruikmaken van een andere (meer 'primitieve') route in het visuele systeem, die loopt van de ogen via het pulvinar van de thalamus naar de cortex parietalis posterior. Dit zou hen in staat stellen het voorwerp op een zuiver ruimtelijk (maar niet bewust) niveau te identificeren. De tweede verklaring is dat zij toch gebruikmaken van de hoofdroute, die loopt van de ogen via het corpus geniculatum laterale van de thalamus naar de primaire visuele schors, maar daarbij profiteren van kleine stukjes intact gebleven hersenweefsel (zogeheten kijkgaatjes of peepholes).